# サンドパフォーマンス
サンドパフォーマンスまたはサンドアートパフォーマンス（英語：sand art performance）は、砂を素材として表現を行なう芸術の一種である。ガラス面に砂を撒きその下から光を当て、その光と影によって砂絵を描き、さらに砂絵を次々と変化させて構成する表現手法が一般に用いられる。
サンドアートパフォーマンスは、オーバーヘッドプロジェクタかライトボックスを使用し、真上に設置したビデオカメラから大画面に映し出される砂絵の物語と、パフォーマーの動きの両方を、観客がその場で観て楽しむライブパフォーマンスである。パフォーマンスを映像に録画し、映像作品として発表されたり、TVコマーシャルやプロモーション・ビデオに用いられるケースもある。サンドアートパフォーマンスを行う者を、サンドアートパフォーマーまたはサンドアーティストという。アニメーションとして製作されるものは砂アニメと呼ばれる。
砂を素材として表現を行う芸術を総称し「サンドアート」と呼ばれる。

## 主なサンドアートパフォーマー
- フェレンク・カーコ（ハンガリー）
- イラーナ・ヤハブ（イスラエル）
- クセニア・シモノヴァ（ウクライナ）
- キム・ハジュン（韓国）
- 荘明達（台湾）
- 飯面雅子（日本）
- kisato （日本）
- 伊藤花りん （日本）

## 日本の状況
2011年秋にウクライナのクセニア･シモノバの作品が世界まる見え!テレビ特捜部においてテレビで紹介されたことを契機に、その模倣から始めた集団がある一方、砂アニメーションからの流れで、ライブパフォーマンスとして独自の道を歩み出した飯面雅子がいる。飯面の声掛けで旗揚げされた「日本サンドアート・パフォーマンス協会」に所属する畠田浩平、kisatoと言った、シモノバ模倣派とは明らかに一線を画するパフォーマーが存在する。

## 映像作品
- セサミ・ストリート (サンド・アルファベット（Sand Alphabet）) (1974-1991)
- Animando (1987) (watch)
- ニコロデオン 局ID: サンド・ウォームズ（Sand Worms） (1989)
- The Erlking (2002)：ショートフィルム
- Tracks (2003)：ショートフィルム
- '’NHKみんなのうた『古いお城のものがたり』